# Coupe d'Islande de football 1991
La coupe d'Islande 1991 de football est la 32e édition de la Coupe nationale de football.
Elle s'est disputée du 29 mai 1991 au 27 août 1991, avec la finale jouée au Laugardalsvöllur à Reykjavik.
La Coupe revêt une haute importance puisque le vainqueur est qualifié pour la Coupe des Coupes (Si un club gagne à la fois le championnat et la Coupe, c'est le finaliste de la Coupe qui prend sa place en Coupe des Coupes).
Les 10 clubs de 1. Deild ne rentrent qu'en huitièmes de finale, alors que les clubs des divisions inférieures entrent au fur et à mesure des 3 tours préliminaires. Les équipes se rencontrent sur un  match simple. En cas de match nul, une séance de tirs au but détermine le vainqueur.
Pour la deuxième année consécutive, la finale se termine sur un match nul après les prolongations. Contrairement aux autres tours, il n'y a pas de finale, mais un 2e match est disputé, avec cette fois une séance de tirs au but prévue en cas de nouveau nul après prolongations. C'est le cas de figure qui s'est produit cette saison avec la finale (entre le Valur Reykjavik et le FH Hafnarfjörður) qui doit être rejouée et qui se termine aux tirs au but au terme du 2e match. Le Valur Reykjavik gagne la 7e Coupe d'Islande de son histoire  et se qualifie du même coup pour la Coupe des Coupes. 

## Tour préliminaire
| Équipe 1            | Résultat | Équipe 2 |
| ------------------- | -------- | -------- |
| Valur Reyðarfjörður | 3 - 2    | KSH      |

## Premier tour
| Équipe 1                | Résultat | Équipe 2                  |
| ----------------------- | -------- | ------------------------- |
| þrottur Norðfjörður     | 2 - 1    | Huginn Seyðisfjörður      |
| Huginn Seyðisfjörður    | 5 - 1    | Valur Reyðarfjörður       |
| Austri Eskifjörður      | 2 - 3    | Einherji                  |
| Hvöt Blönduós           | 1 - 2    | Dalvík/Reynir             |
| Völsungur Húsavík       | 3 - 1    | Magni Grenivik            |
| Kormakur                | 2 - 0    | Neisti Hof                |
| UMF Skallagrimur        | 2 - 3    | Bolungarvík               |
| IK Kopavogur            | 2 - 1    | Vikingur Olafsvik         |
| þrottur Reykjavik (D2)  | 5 - 1    | Snaefell                  |
| Reynir Sandgerði        | 0 - 7    | UMF Grindavík (D2)        |
| Reynir Arskrusfjörður   | 4 - 3    | UMSE-b                    |
| Leiknir Reykjavik       | 0 - 2    | Haukar Hafnarfjörður (D2) |
| Sindri Höfn             | 2 - 1    | Leiknir Faskrufjörður     |
| Arvakur Reykjavik       | 3 - 2    | UMF Selfoss (D2)          |
| Afturelding Mosfellsbær | 1 - 5    | Grótta Seltjarnarnes      |
| Stokkseyri              | 4 - 2    | TBR                       |
| UMF Njarðvík            | 1 - 4    | Fylkir Reykjavik (D2)     |
| Vikverji                | 3 - 2    | Armann Reykjavik          |
| IR Reykjavik (D2)       | 0 - 4    | ÍBK Keflavík (D2)         |

## Deuxième tour
| Équipe 1                  | Résultat | Équipe 2                     |
| ------------------------- | -------- | ---------------------------- |
| þrottur Norðfjörður       | 8 - 0    | Sindri Höfn                  |
| Einherji                  | 3 - 4    | Huginn Seyðisfjörður         |
| ÍA Akranes (D2)           | 5 - 0    | Arvakur                      |
| UMFS Dalvík               | 2 - 1    | Völsungur Húsavík            |
| Stokkseyri                | 1 - 9    | IK Kopavogur                 |
| Vikverji                  | 1 - 4    | þrottur Reykjavik (D2)       |
| Bolungarvík               | 0 - 5    | Fylkir Reykjavik (D2)        |
| KS Siglufjordur (D3)      | 1 - 6    | þor Akureyri (D2)            |
| ÍBK Keflavík (D2)         | 1 - 0    | UMF Grindavík (D2)           |
| Kormakur                  | 0 - 1    | Leiftur Ólafsfjörður (D3)    |
| Haukar Hafnarfjörður (D2) | 6 - 3    | Grótta Seltjarnarnes         |
| Reynir Arskrosfjörður     | 1 - 2    | Tindastoll Saudarkrokur (D2) |

## Troisième tour
| Équipe 1                  | Résultat | Équipe 2                     |
| ------------------------- | -------- | ---------------------------- |
| þor Akureyri (D2)         | 3 - 0    | Tindastoll Saudarkrokur (D2) |
| Huginn Seyðisfjörður      | 1 - 4    | þrottur Norðfjörður          |
| UMFS Dalvík               | 3 - 4    | Leiftur Ólafsfjörður (D3)    |
| þrottur Reykjavik (D2)    | 3 - 4    | ÍBK Keflavík (D2)            |
| ÍA Akranes (D2)           | 2 - 1    | Fylkir Reykjavik (D2)        |
| Haukar Hafnarfjörður (D2) | 0 - 1    | IK Kopavogur                 |

## Huitièmes de finale
- Entrée en lice des 10 équipes de 1. Deild

| Équipe 1                  | Résultat | Équipe 2                |
| ------------------------- | -------- | ----------------------- |
| IK Kopavogur              | 1 - 2    | Valur Reykjavik (D1)    |
| Fram Reykjavik (D1)       | 1 - 2    | Víðir Garður (D1)       |
| Leiftur Ólafsfjörður (D3) | 0 - 0    | þrottur Norðfjörður     |
| FH Hafnarfjörður (D1)     | 4 - 2    | ÍBV Vestmannaeyjar (D1) |
| Stjarnan Gardabaer (D1)   | 3 - 0    | KA Akureyri (D1)        |
| þor Akureyri (D2)         | 1 - 1    | ÍBK Keflavík (D2)       |
| Breiðablik Kopavogur (D1) | 2 - 0    | Vikingur Reykjavik (D1) |
| KR Reykjavik (D1)         | 2 - 0    | ÍA Akranes (D2)         |

## Quarts de finale
| Équipe 1                  | Résultat | Équipe 2                  |
| ------------------------- | -------- | ------------------------- |
| Leiftur Ólafsfjörður (D3) | 1 - 2    | FH Hafnarfjörður (D1)     |
| Víðir Garður (D1)         | 3 - 2    | Stjarnan Gardabaer (D1)   |
| Valur Reykjavik (D1)      | 1 - 1    | Breiðablik Kopavogur (D1) |
| þor Akureyri (D2)         | 4 - 2    | KR Reykjavik (D1)         |

## Demi-finales
| Équipe 1          | Résultat | Équipe 2              |
| ----------------- | -------- | --------------------- |
| Víðir Garður (D1) | 1 - 3    | FH Hafnarfjörður (D1) |
| þor Akureyri (D2) | 0 - 0    | Valur Reykjavik (D1)  |

## Finale
| 25 août 1991 | Valur Reykjavik (D1) | 1 - 1 a.p. | FH Hafnarfjörður (D1) | Laugardalsvöllur, Reykjavik                      |                                                  |
|              | Gunnar Mar Mason 79e |            | Horður Magnusson 85e  | Spectateurs : 2 740 Arbitrage : Sveinn Sveinsson | Spectateurs : 2 740 Arbitrage : Sveinn Sveinsson |
|              | (Rapport)            |            |                       | Spectateurs : 2 740 Arbitrage : Sveinn Sveinsson | Spectateurs : 2 740 Arbitrage : Sveinn Sveinsson |

| 28 août 1991   | Valur Reykjavik (D1) | 1 - 0 | FH Hafnarfjörður (D1) | Laugardalsvöllur, Reykjavik                     |                                                 |
| Finale rejouée | Agust Gylfasson 50e  |       |                       | Spectateurs : 3 351 Arbitrage : Svein Sveinsson | Spectateurs : 3 351 Arbitrage : Svein Sveinsson |
| Finale rejouée | (Rapport)            |       |                       | Spectateurs : 3 351 Arbitrage : Svein Sveinsson | Spectateurs : 3 351 Arbitrage : Svein Sveinsson |

- Le Valur Reykjavik remporte sa 7e Coupe d'Islande et est qualifié pour la Coupe des Coupes 1992-1993.